# Gamla protestantiska kyrkogården i Macao
Den gamla protestantiska kyrkogården i Macao (traditionella tecken: 基督教墳場; förenklade tecken: 基督教坟场; pinyin: jīdūjiàoféncháng) anlades av det engelska ostindiska kompaniet i Macao 1821 då det saknades en begravningsplats för protestanter i den portugisiska katolska kolonin.
Macaos myndigheter förbjöd ursprungligen begravningar av andra än katoliker innanför staden murar och kinesiska myndigheter motsatte sig att utlänningar begravdes utanför barriären på kinesiskt område. Av det skälet tvingades britter, amerikaner och nordeuropéer att begrava sina landsmän utanför stadsmuren men innanför barriärporten Porta de Cerco. 
Det är oklart exakt när begravningsplatsen tillkom, men 1821 köpte engelska ostindiska kompaniet ett stycke mark i Macao för att begrava hustrun till den brittiske missionären Robert Morrison och lyckades få tillstånd från myndigheterna att begrava britter där. Senare tillät kompaniet även att icke-brittiska protestanter begravdes där och många gravar flyttades därför till kyrkogården. Detta är skälet till att vissa gravar kan dateras ända tillbaka till 1770-talet. 1858 upphörde nya begravningar vid begravningsplatsen, vilket är skälet till att den nu kallas för den "gamla" kyrkogården.
Personer från Storbritannien, USA, Nederländerna, Danmark, Sverige och Tyskland finns begravda på platsen. Bland dessa finns bland annat den svenske affärsmannen Anders Ljungstedt och den brittiske konstnären George Chinnery. En släkting till den brittiske premiärministern Winston Churchill och ett barnbarn till den amerikanske presidenten John Adams finns också begravda.
2005 förklarade Unesco att Macaos historiska centrum, inklusive kyrkogården, var en del av världsarvet.